# Gerald Clark
Gerald James Clark (* 30. června 1978 Stellenbosch, Jihoafrická republika) je jihoafrický zpěvák, kytarista, skladatel a textař žijící v České republice. Je považován za jednoho z nejúspějšnějších muzikantů v Jihoafrické republice. Jeho písně mixují blues i další hudební žánry, jako jsou rock nebo folk rock.

## Život
Narodil se v roce 1978 ve městě Stellenbosch, které leží východně od Kapského Města. Od útlého věku byl veden k hudbě. První koncert se konal v roce 1997 s jeho tehdejší hudební skupinou Delta Blue. Po pár letech se vydal na svou sólovou dráhu a vystupuje dodnes jak v Evropě, tak afrických zemích. Aktuálně žije v České republice, každý rok ale jezdí na turné po zemích jižní Afriky.

## Kariéra
Gerald spolupracuje s různými muzikanty. Na albu Afrocoustic (2017) se podílel hudební skladatel Barry van Zyl, který vystupoval s hudebními hvězdami, jako jsou Carlos Santana, Robert Plant a Annie Lennox.
Gerald Clark vystupoval ve více než čtrnácti zemích. Nahrál několik alb – deska Black Water získala mezinárodní ohlas. Videoklip písně „Black Water“ získal nominaci na cenu hudební televize MTV (European Animation Award). Album Sweepslag bylo nominováno na cenu The South African Music Awards (SAMA)
Má za sebou několik turné po České republice a vystupuje na českých a evropských festivalech. V České republice vystupuje po boku hudebníků, jako je třeba Dan Bárta či kapela Zrní.

## Úspěchy
V roce 2016 získal nominaci na jihoafrickém festivalu die Woordfees za nejlepší sólový projev. 
 V roce 2019 spolupracoval na dokumentárních filmech pro společnost BBC.
Získal nominace na cenu European Animation Award a South African Music Wards.